# Chiave (meccanica)

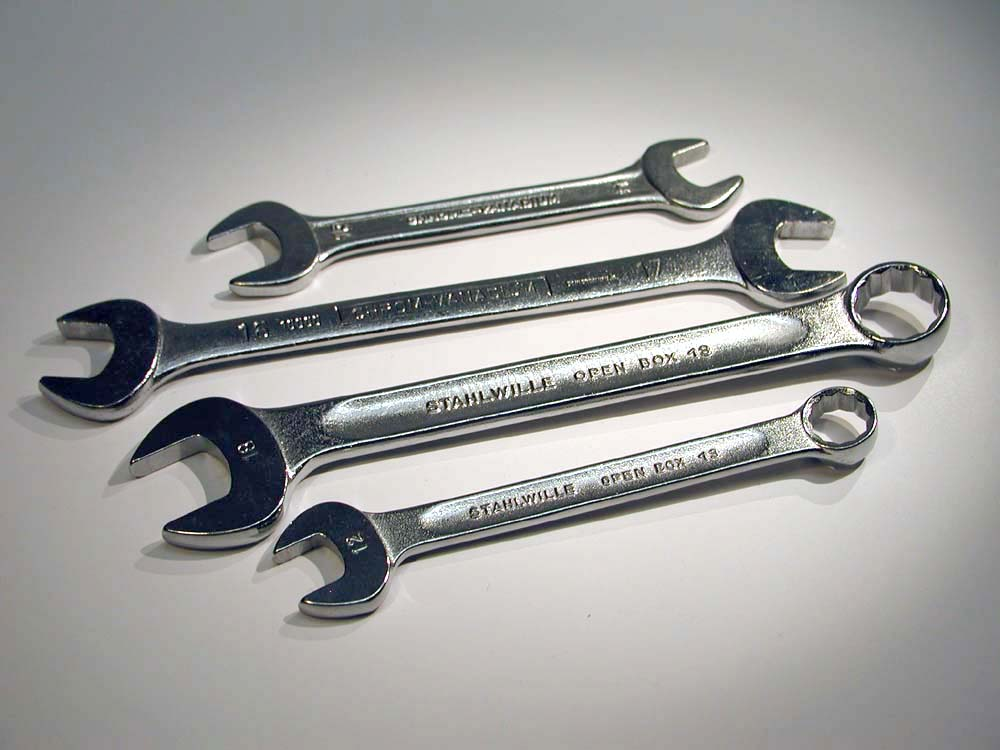
Alcune chiavi a forchetta e combinate.

La chiave è un utensile utilizzato in meccanica per ruotare dadi e bulloni o altri oggetti, in modo da stringerli o allentarli.
È costruita di solito in lega di acciaio e può essere metrica oppure anglosassone a seconda che le sue misure siano espresse in unità metriche (di solito millimetri) oppure imperiali (di solito pollici).

## Storia
Le prime notizie riguardo al brevetto ufficiale si hanno nel 1835, quando il primo depositario fu negli USA Solymon Merrick. La prima versione regolabile - detta anche chiave inglese, poiché fu inventata in Inghilterra - venne inventata nel 1842 dall'ingegnere britannico Richard Clyburn, ma brevettata dallo svedese Johan Petter Johansson e commercializzata dall'impresa svedese Bahco nel 1892. La Cooper Tool Company poi iniziò a distribuirne col marchio Crescent. Parallelamente vennero create diverse versioni tra cui la “monkey wrench”, attribuita a Charles Moncky nel 1858, e la “Stillson pipe wrench”, brevettata dallo statunitense Daniel Chapman Stillson nel 1870.

## Caratteristiche

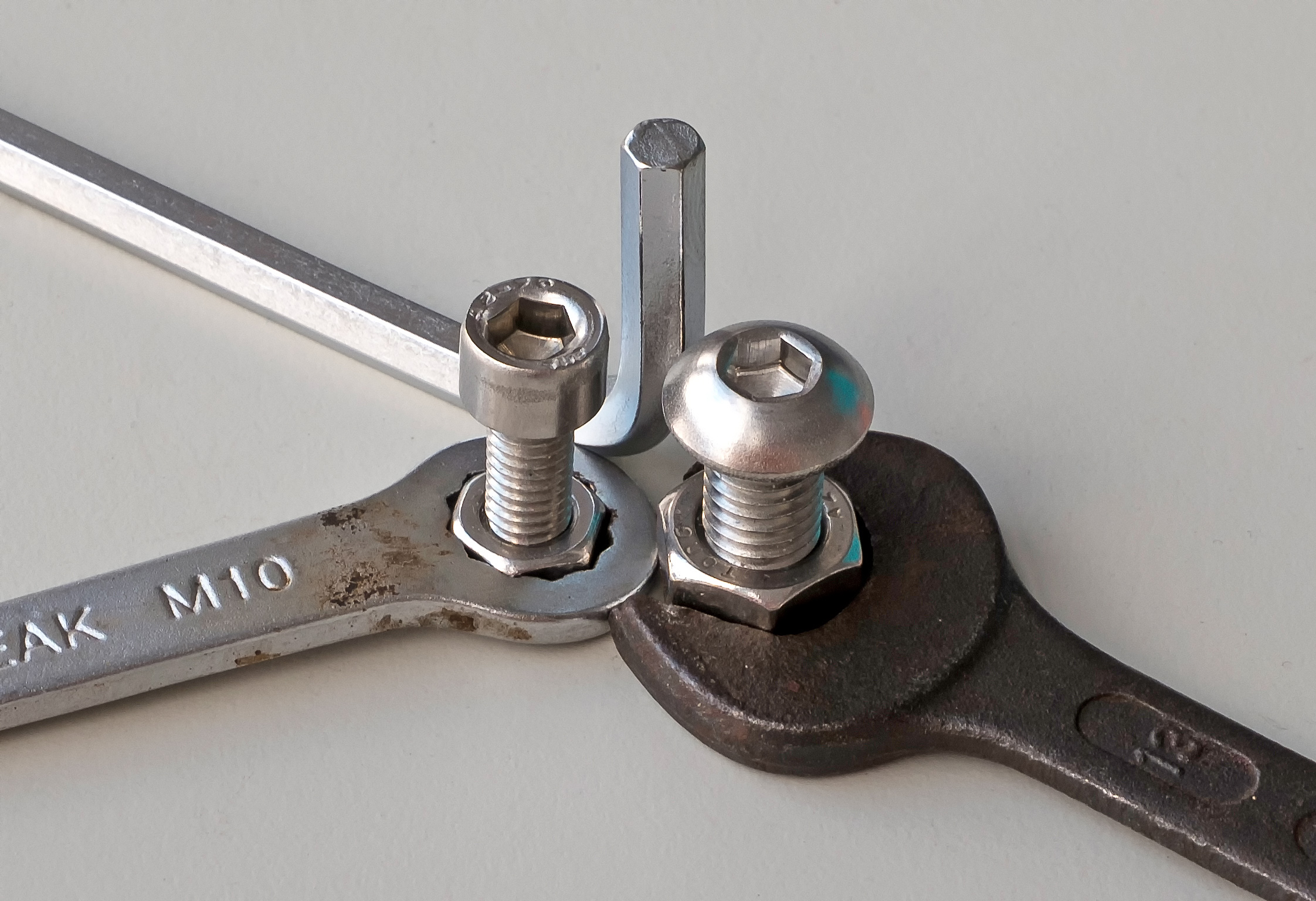
Varie chiavi a confronto.

Le chiavi si presentano in molte varianti e configurazioni, a seconda delle modalità di utilizzo a cui sono destinate. Una generale distinzione è tra:
- chiavi fisse: la misura dell'apertura della bocca della chiave è fissa, quindi può servire a trattare solamente una misura di dadi;
- chiavi regolabili: l'apertura della bocca può essere variata tramite opportuni meccanismi, in modo da adattarsi ad una gamma di misure.

In generale, le chiavi fisse offrono una presa migliore e più precisa di quelle regolabili.

## Tipi

### Chiavi ad apertura fissa

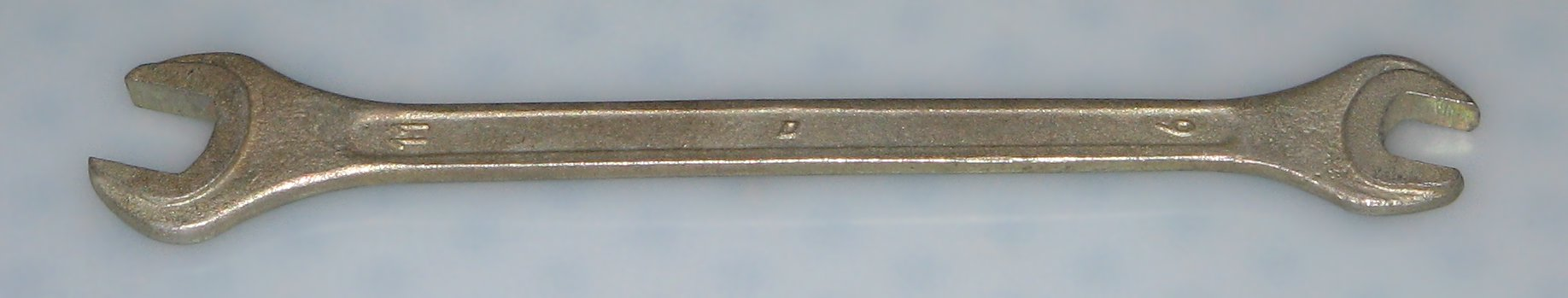
Chiave a forchetta doppia

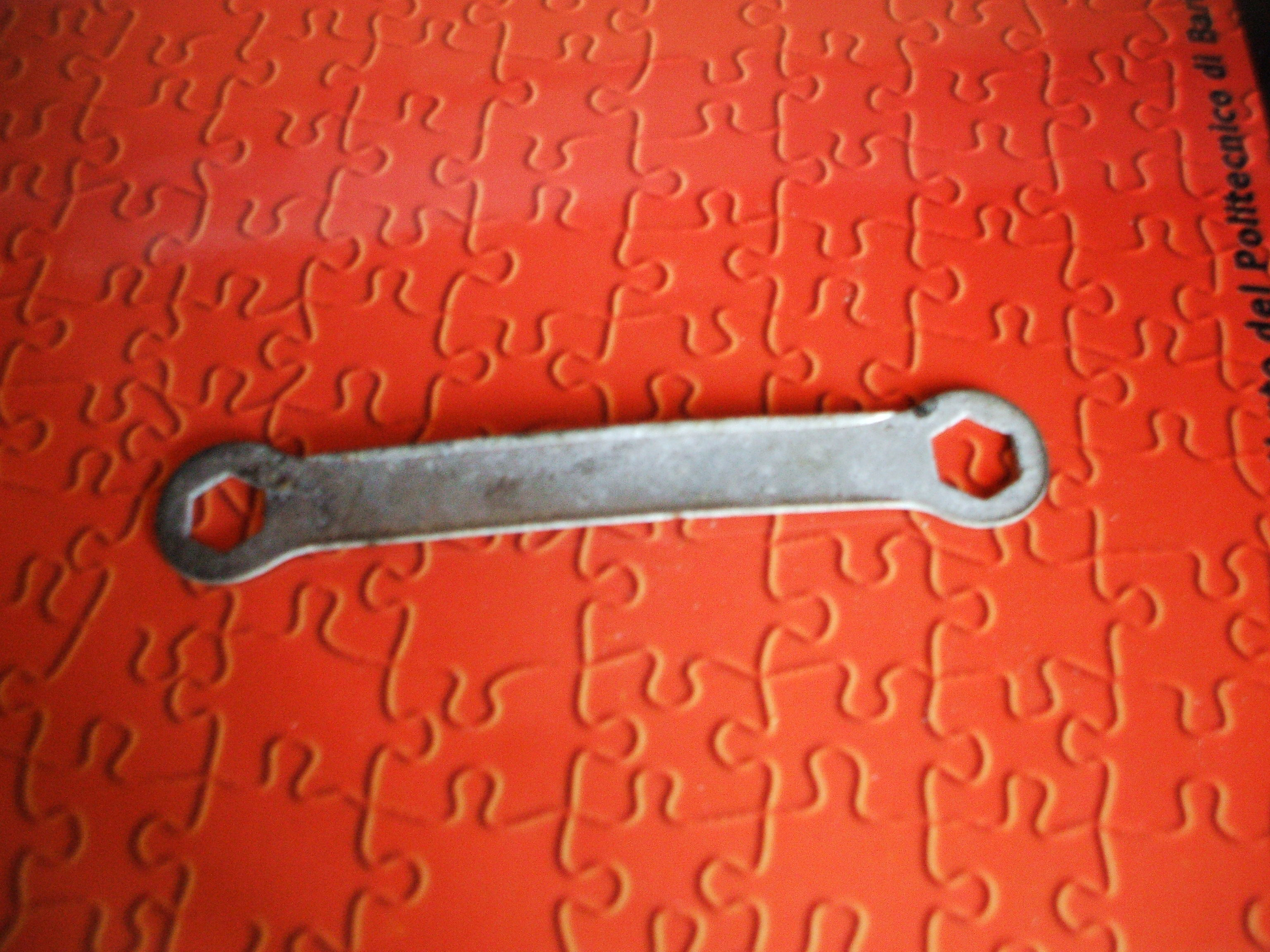
Chiave ad anello

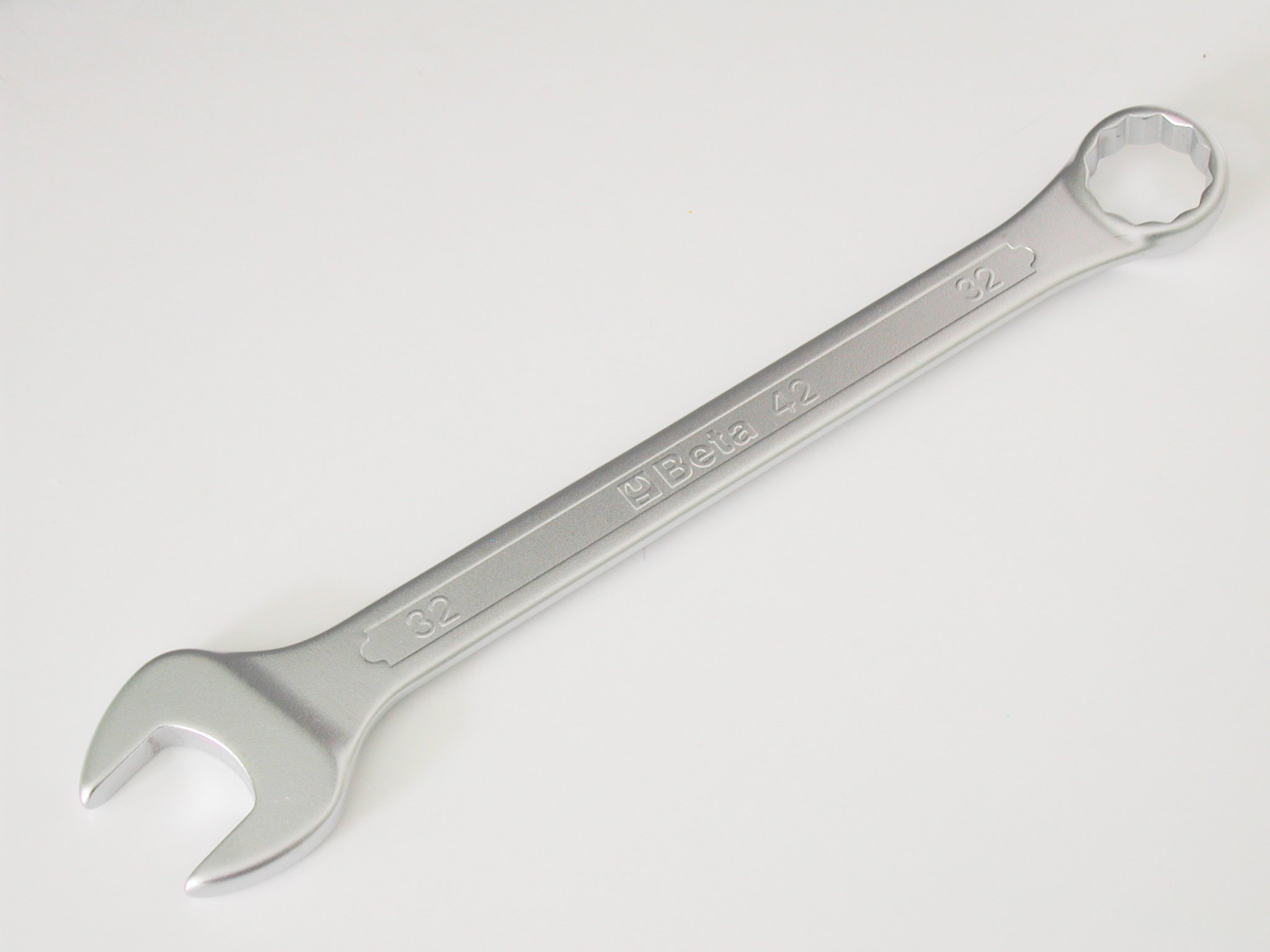
Chiave combinata

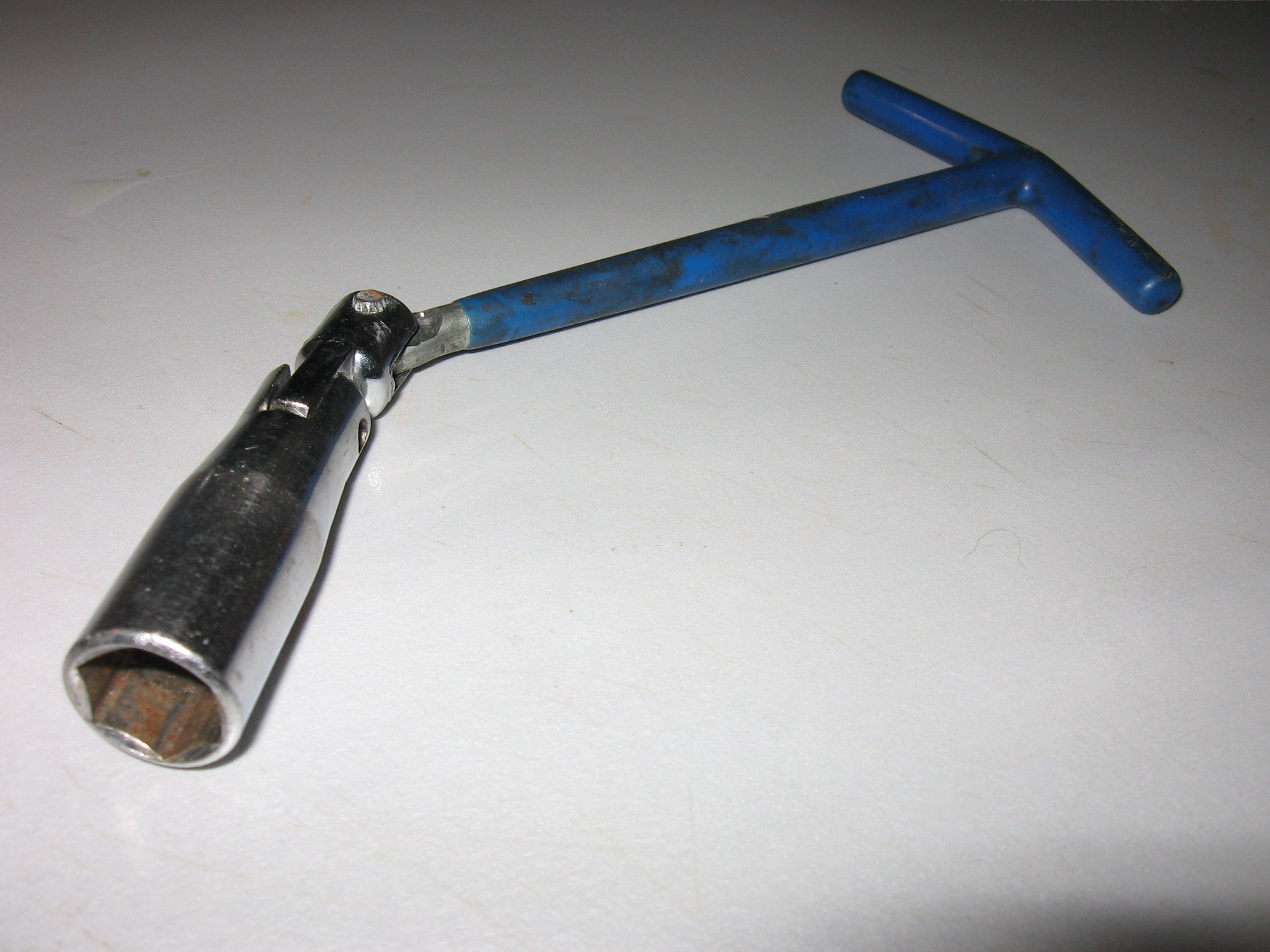
Chiave a T

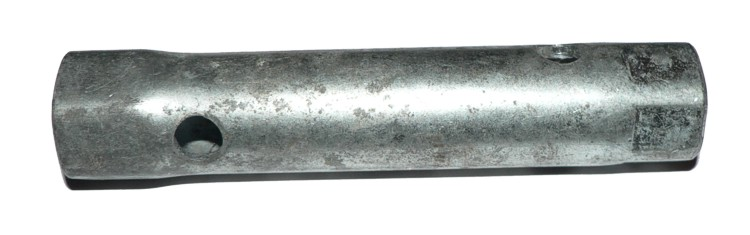
Chiave a tubo

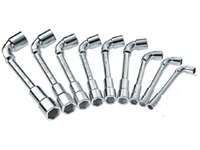
Chiavi a pipa

- Chiave a forchetta: si presenta con una o entrambe le estremità a forma di U creando una apertura a lati paralleli. Nel primo caso si definisce a "forchetta semplice" mentre nel secondo a "forchetta doppia". La chiave a "forchetta semplice" può essere utilizzata manualmente o, se rinforzata ovvero maggiorata nello spessore, con l'ausilio di utensile a percussione, mazzetta o martello. Le estremità delle chiavi a "forchetta doppia" possono avere la stessa dimensione, ed in questo caso le due facce saranno inclinate a gradazione diversa, normalmente 15° e 75°, oppure dimensioni diverse, con facce entrambe inclinate a 15°, normalmente diversificate a passi di 1 mm a partire dalla misura del 6 e a passi di 2 o 3 mm dal 20 in poi.
- Chiave ad anello o chiuse: come sopra ma con estremità ad anello anziché a becco. L'interno dell'anello è di forma esagonale oppure quadrata, la torsione è esercitata sull'intera faccia dei dadi e bulloni, nel caso della chiave quadrata si usano solo due facce. È preferibile la versione che esercita la forza torcente su tutte le facce anziché su due, perché permette di trasmettere maggior coppia e di preservare gli spigoli della bulloneria, la chiave quadra viene usata principalmente per dadi quadrati.
- Chiave a stella o poligonale: come sopra ma l'interno dell'anello ha forma stellare (di solito a dodici vertici), la torsione è esercitata sugli spigoli delle facce dei dadi e bulloni. Questa configurazione rispetto all'anello permette inserimenti più facili e angolati.
- Chiave combinata: chiave che presenta alle estremità due forme diverse, ad esempio una a becco e una a stella, di solito di egual misura.
- Chiave per raccordi: come la chiave a doppio anello, ma gli anelli sono tagliati per consentire la presa di dadi con tubi di raccordo.
- Chiave a Z: chiave a doppio anello poligonale con le estremità piegate a forma di Z.
- Chiave a T: chiave con lunga impugnatura e asta di manovra disposta a T rispetto all'impugnatura, termina con una bussola spesso snodata. È la classica chiave per le candele delle automobili.
- Chiave a tubo: a forma di tubo con una o ambo le estremità di forma esagonale o poligonale, talvolta con una molletta anulare di ritenuta che sostiene il dado durante l'asporto. Si ruotano con l'ausilio di una barretta di acciaio infilata nell'apposito occhiello, oppure con il cricchetto a innesto quadro se una delle due estremità termina con attacco quadro maschio.
- Chiave a pipa: come la chiave a tubo ma ripiegata a 90° e con ambo le estremità della stessa misura.
- Chiave a settore: chiave a forma di settore a mezzaluna con nasello di presa.
- Chiave a bussola: robusta chiave di forma cilindrica con profilo esagonale o poligonale, utilizzata per bussole e cricchetti.
- Chiave a croce: crociera alle cui estremità sono saldate bussole, generalmente usata per allentare i bulloni in caso di sostituzione dello pneumatico di una autovettura.
- Chiave a cricchetto: con asta di manovra con meccanismo a cricchetto reversibile, permette di serrare se ruotata in un senso e di girare libera se ruotata nell'altro. Il verso di serraggio è selezionabile con una levetta oppure capovolgendo l'attacco quadro, disponibile nelle misure standard di 1/4", 3/8", 1/2", 3/4" e 1".
- Chiave dinamometrica: chiave a serraggio controllato, somiglia al cricchetto ma permette d'impostare la coppia di serraggio per ottenere il momento torcente adeguato. Si usa abbinata a vari utensili come inserti a forchetta, ad anello e a bussole.
- Chiave per bombola del gas: è un tipo di chiave a forchetta che presenta quest'ultima posta su un piano più basso rispetto all'impugnatura, ed è utilizzata per stringere la ghiera esagonale che collega la bombola al riduttore di pressione.

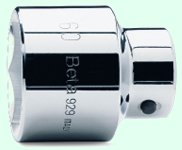
Bussola
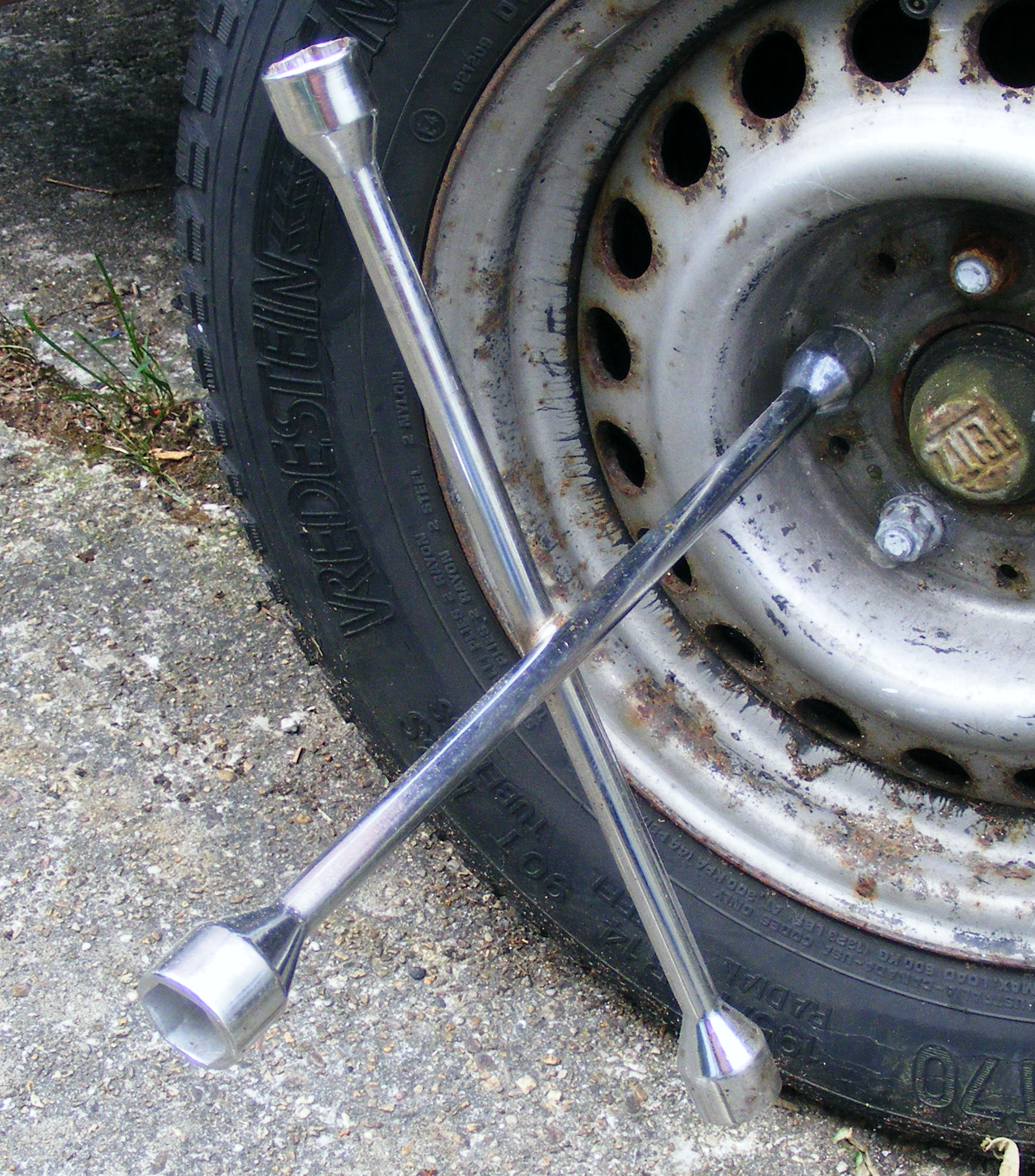
Chiave a croce
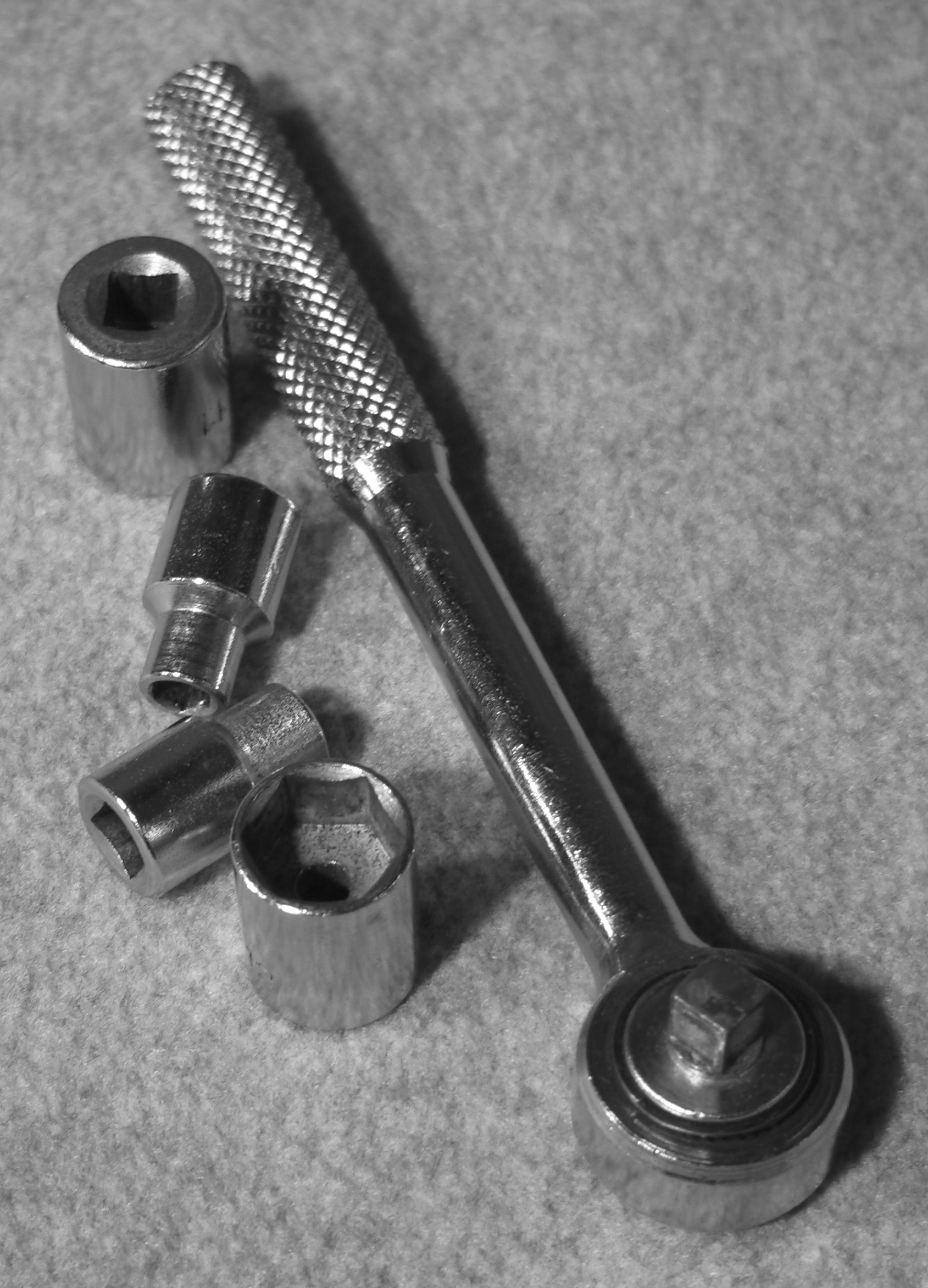
Chiave a cricchetto
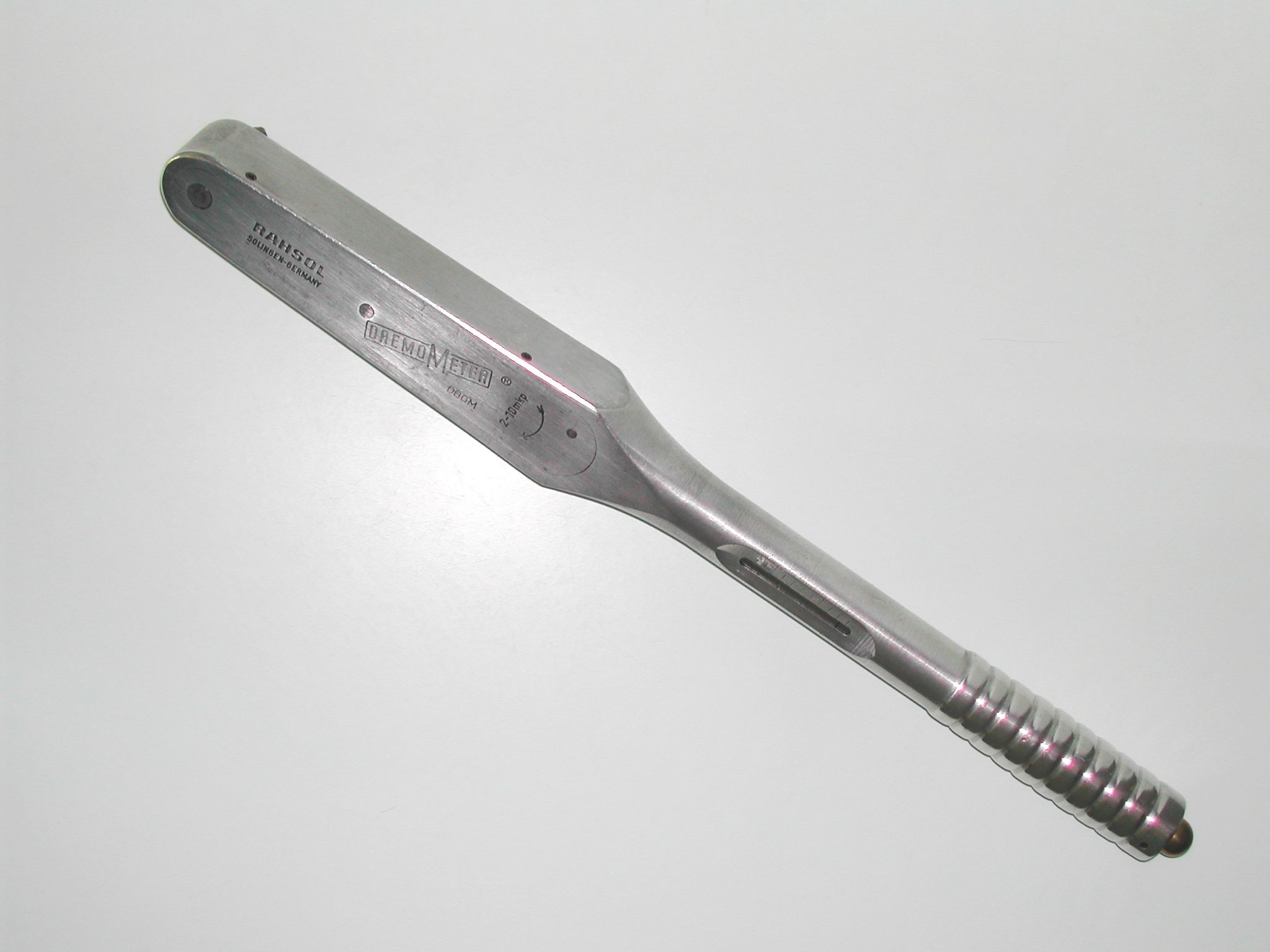
Chiave dinamometrica

### Chiavi ad apertura variabile
Ne esistono di vari tipi, come quelle regolabili che dispongono di un becco aperto la cui dimensione può essere variata ruotando una vite di regolazione oppure aprendo completamente il becco e muovendo una slitta che può scorrere solo a becco spalancato. Quelle più comuni sono:
- Chiave a pappagallo, presenta un becco parallelo molto usata per dadi di grandi dimensioni.
- Chiave di Crescent,  è dotata di un becco parallelo mobile che permette di  regolare il fine dell'apertura ma non può esercitare molta forza di serraggio, tranne nei modelli più grandi.
- chiave giratubi: è una chiave per forti serraggi, a becco zigrinato non parallelo, autoserrante. Si regola con una vite a lato dell'impugnatura. La forza di serraggio aumenta all'aumentare della torsione per motivi geometrici. Il suo uso più tipico è il serraggio di tubi e sbarre.
- Chiave a catena: è una chiave atipica costituita da un'impugnatura a cui è fissata una catena che si tende all'aumentare della forza torcente applicata. È autoserrante e viene usata per oggetti grandi e di forma irregolare, come i filtri dell'olio delle automobili.
- Chiave a nastro: simile alla chiave a catena, impiega un nastro di metallo al posto della catena.

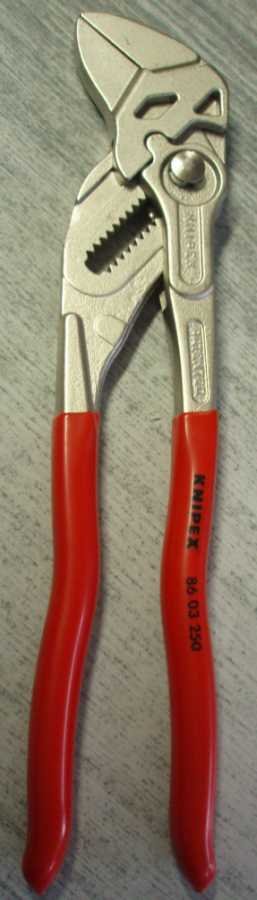
Chiave a pappagallo
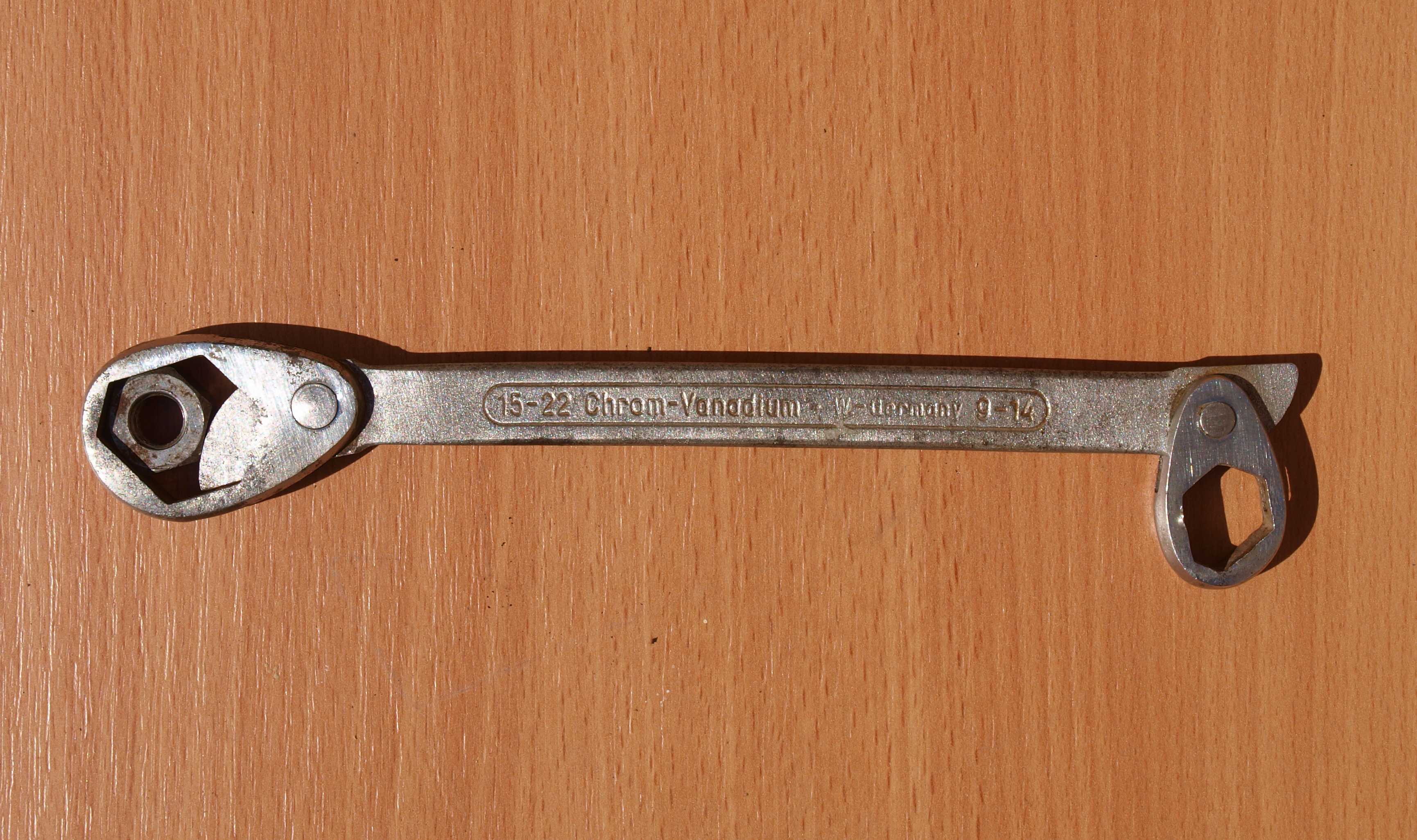
Chiave inglese a misura variabile
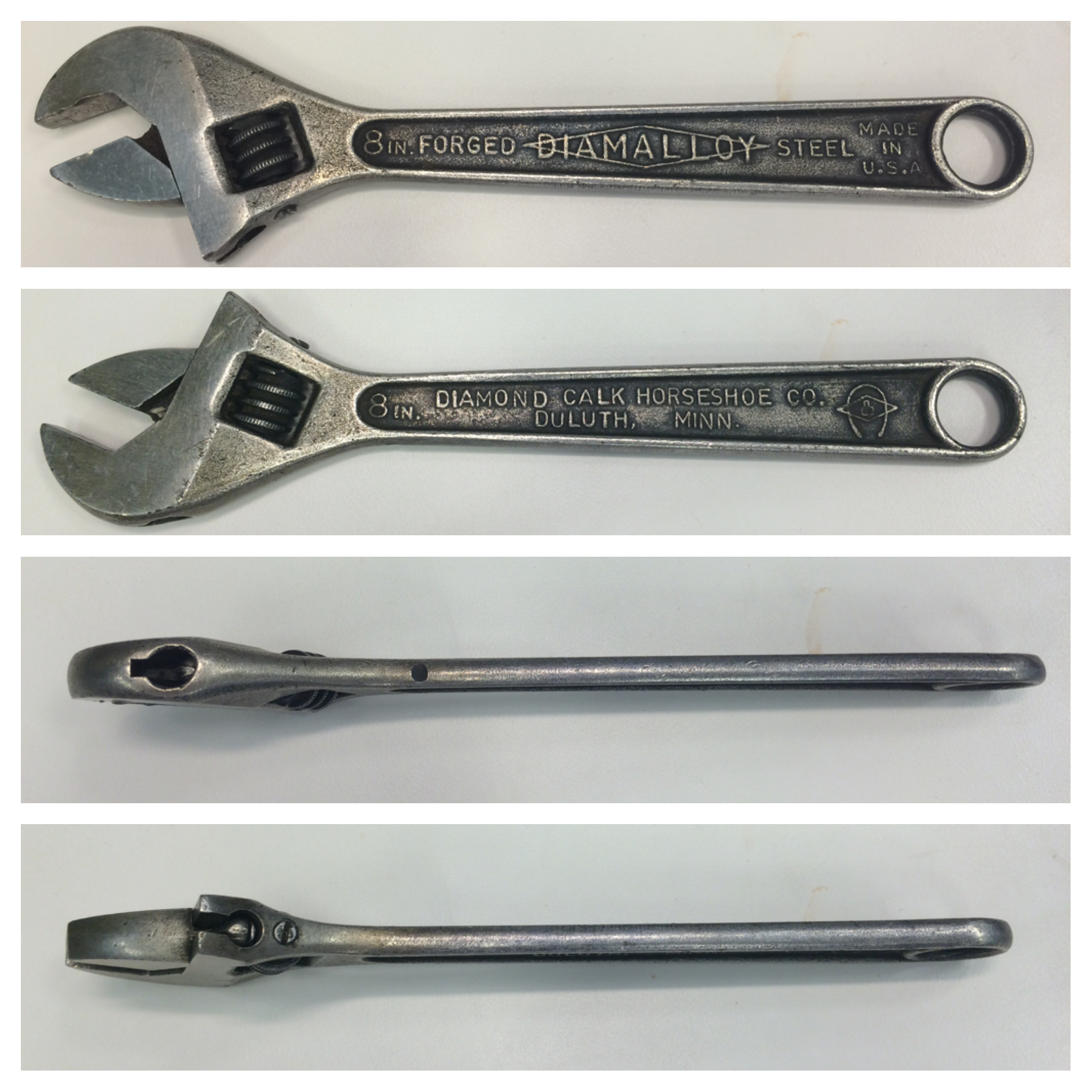
Chiave di Crescent
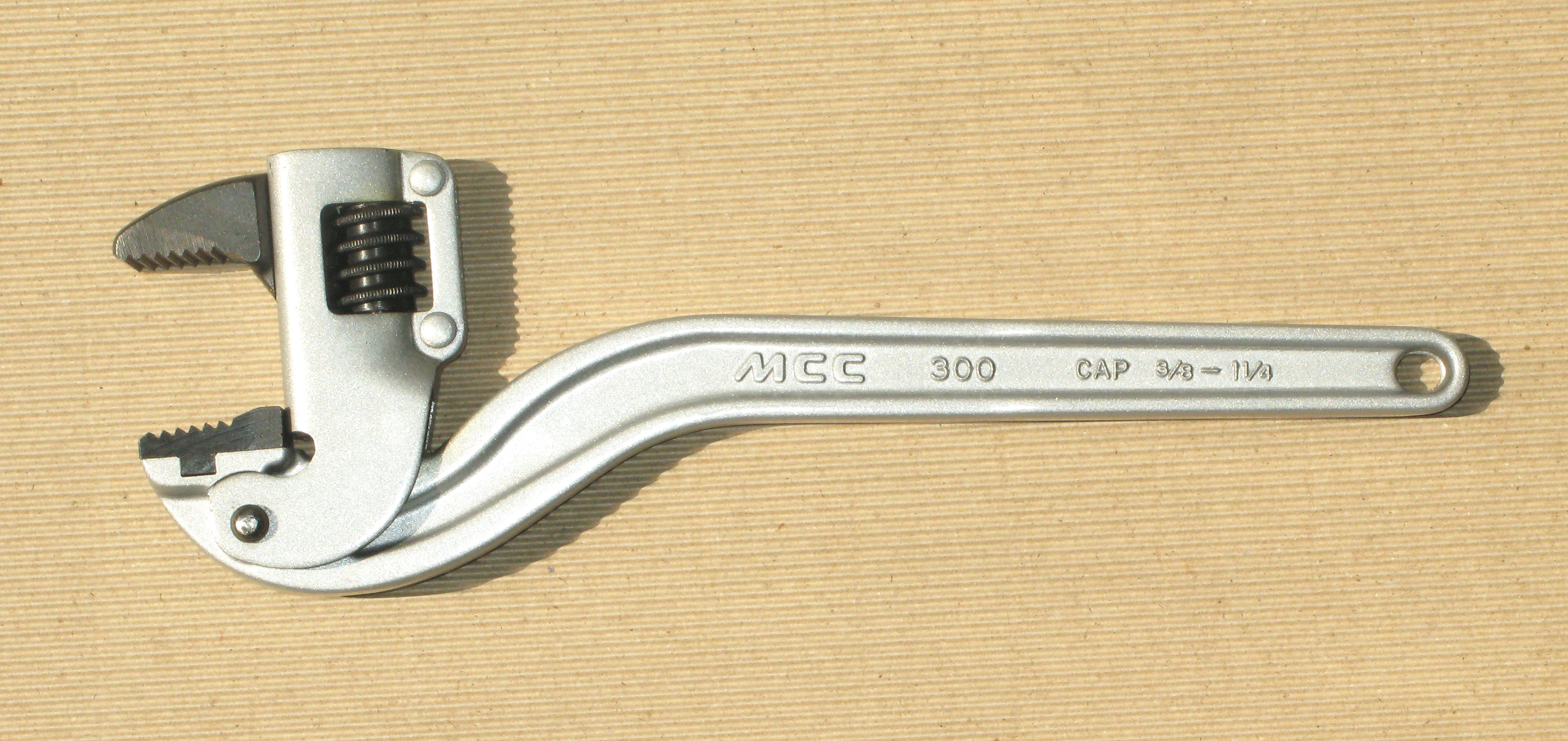
Chiave di Crescent a rilascio automatico in fase di richiamo
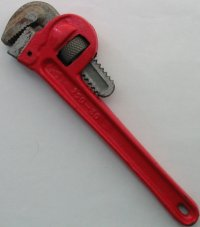
Chiave serratubi
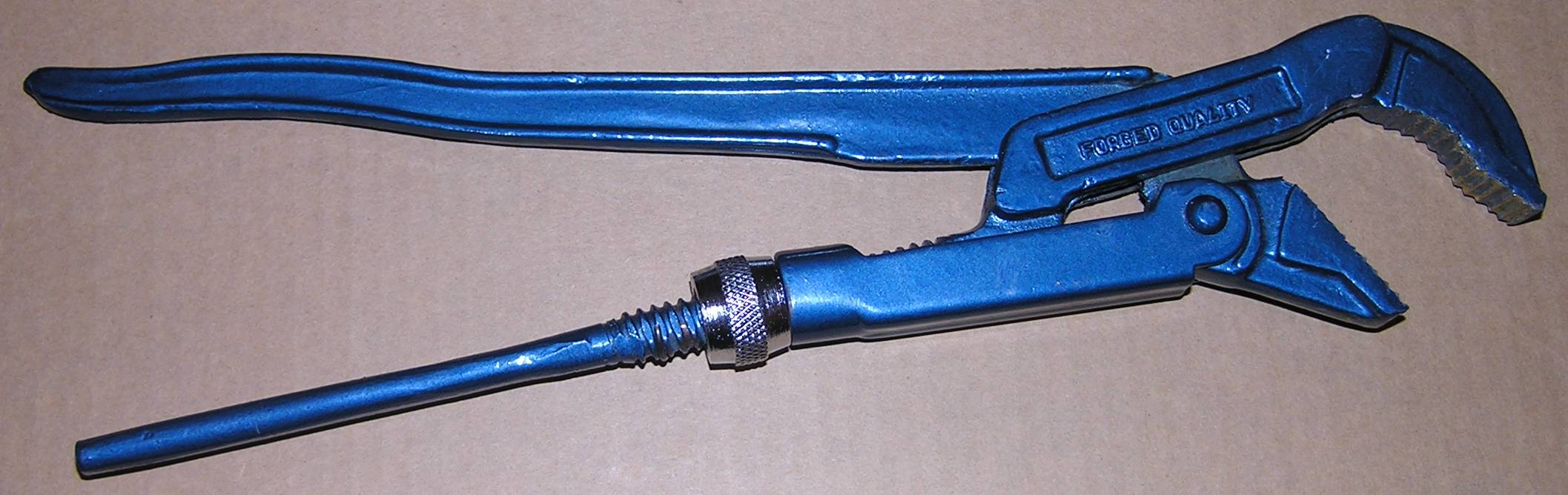
Chiave giratubi (modello "svedese")
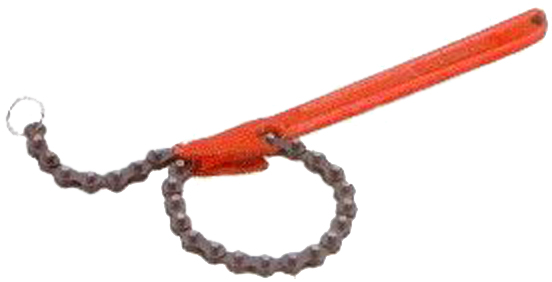
Chiave a catena
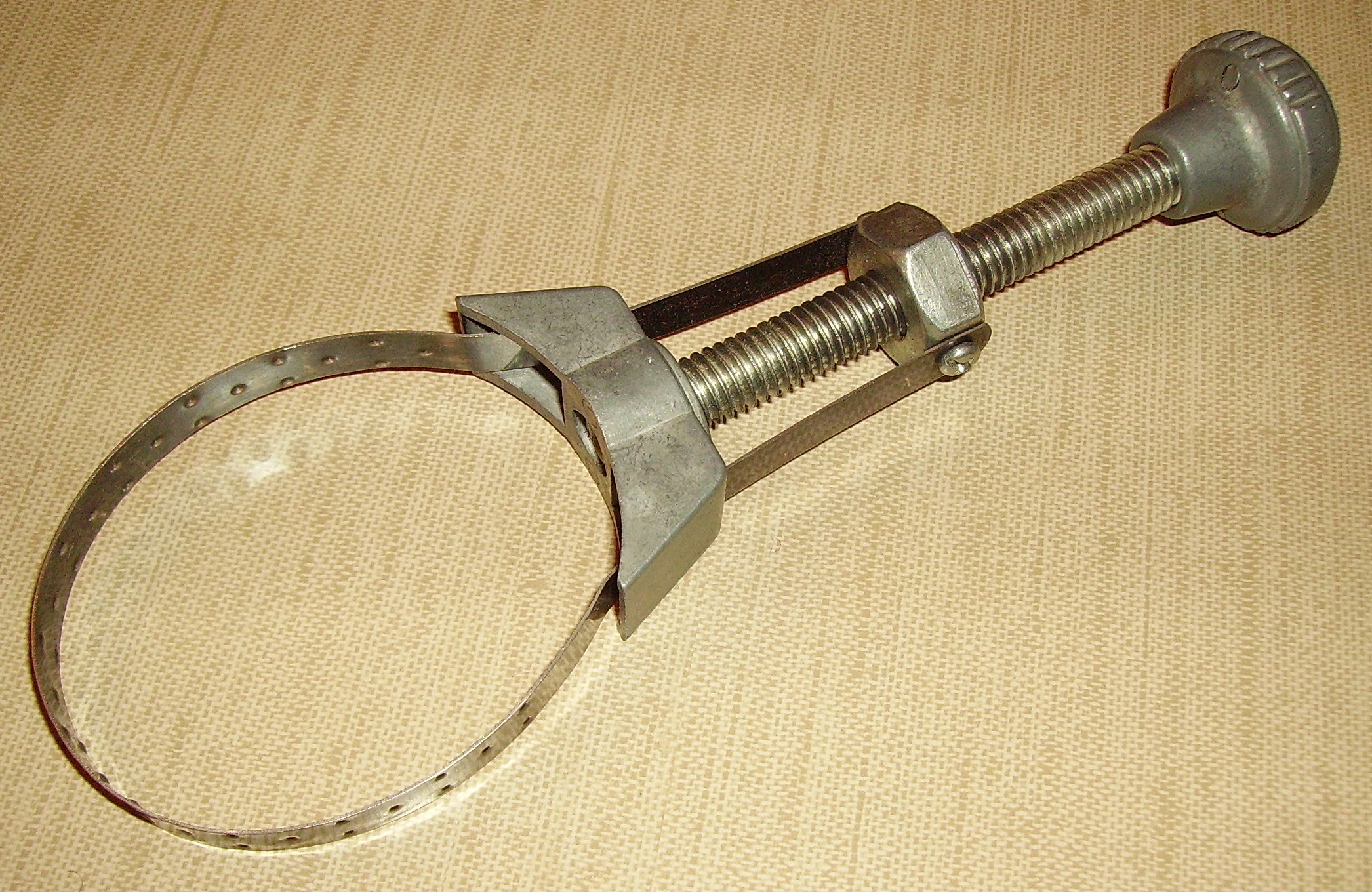
Chiave a nastro

### Chiavi per bulloneria a presa incassata

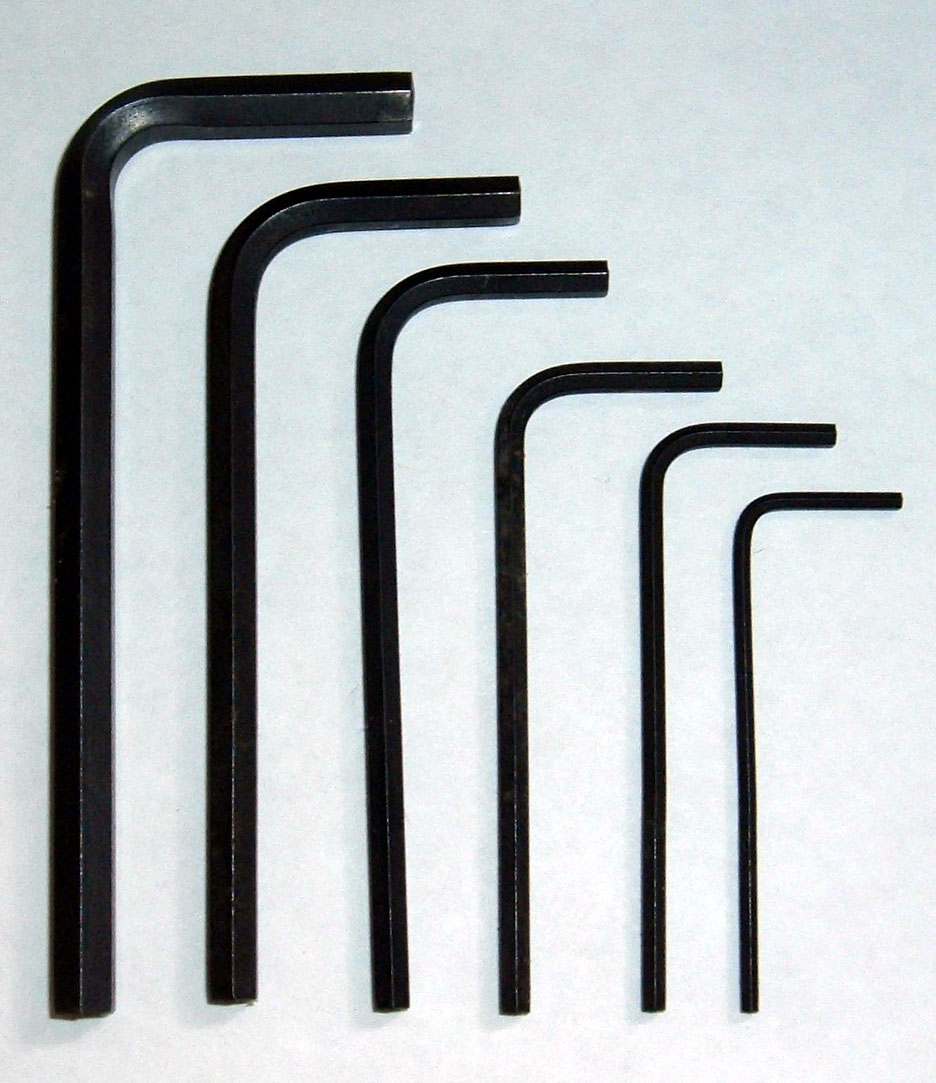
Chiavi a brugola

- Chiave esagonale (o chiave a brugola): di solito ha forma a L ma esiste anche in versione con impugnatura a cacciavite, si usa per viti e bulloni a testa esagonale incassata. Molto comoda per viti di piccola misura e grani.
- Chiave a Bristol: somiglia alla brugola classica ma il suo profilo non è esagonale bensì di forma più complessa.
- Chiave Torx: chiave di origine statunitense per manipolare le viti del tipo omonimo, la cui introduzione sul mercato si deve alla società Textron, somiglia alla brugola classica ma il suo profilo è a forma di asterisco anziché esagonale.

### Chiavi speciali

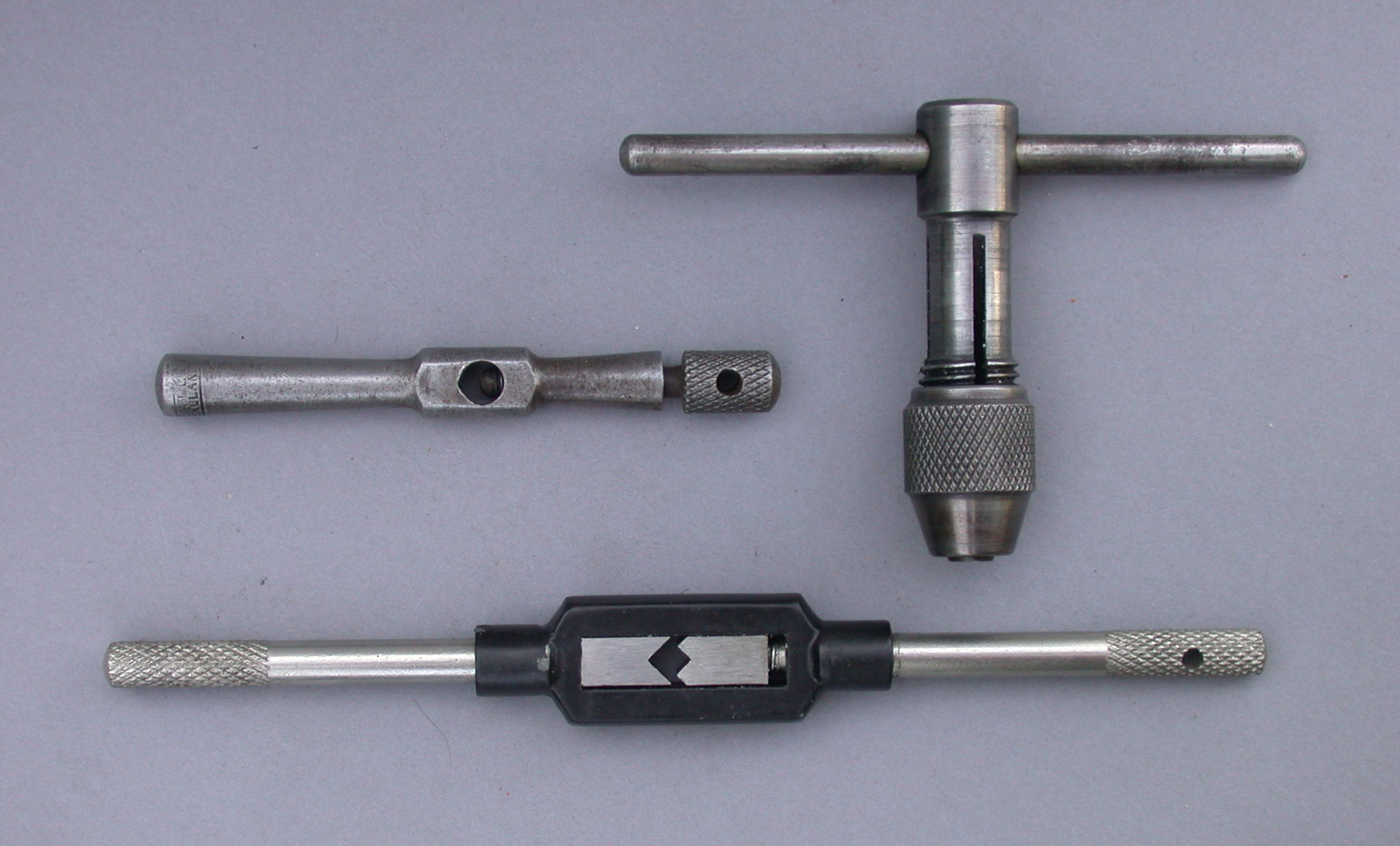
Una chiave giramaschi

- Chiave giramaschi: chiave a doppia impugnatura con attacco a sezione quadra regolabile ruotando una delle impugnature. Si usa per ruotare i maschi per filettature interne. Esiste anche nella versione a T con cricchetto.
- Chiave girafiliere: chiave a doppia impugnatura con attacco a sezione rotonda, di solito con due grani di fissaggio e chiavetta d'innesto. Si usa per ruotare le filiere per filettature esterne.
- Chiave di Drum: utensile per l'apertura dei fusti da 55 galloni.
- Chiave a scodella: utensile a forma di scodella con impugnatura centrale e bordo tassellato, usato per i filtri dell'olio delle automobili.
- Chiave tiraraggi utensile usato per tendere i raggi delle ruote delle biciclette
- Chiave a millerighe: costituita da una barra cilindrica con una estremità costituita da una rigatura a millerighe e l'altra dotata di impugnatura.

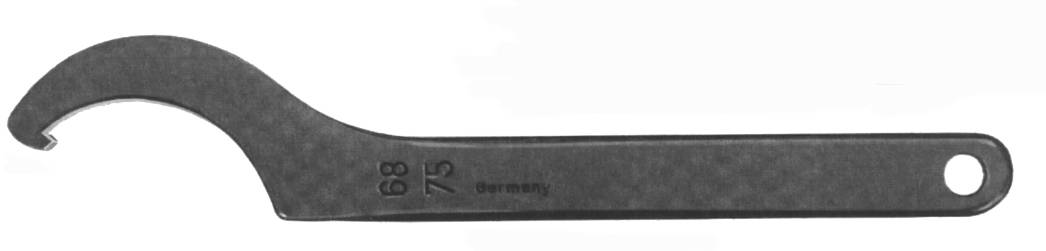
Chiave a dente

- Chiave a dente o a gancio o a settore: a forma di semicerchio con un dente finale, alcune sono snodate al centro del semicerchio in modo da poter operare su più misure, per stringere o allentare le ghiere.
- Chiave a perni o a compasso: nel caso di chiave tradizionale può essere una semplice barra con un'estremità provvista di due perni e un foro tra i due perni, oppure avere una forma a Y ed essere munita di due perni, in caso sia del tipo a compasso è composta da due aste rettilinee snodate da un lato e dall'altro muniti di perni, usate per alcune macchine utensili.